# 落合周
落合 周（おちあい あまね）は、日本の女性声優。主にアダルトゲームに声をあてている。

## 出演作品

### アダルトゲーム

#### 2012年
- いたずらっ娘 〜うちの娘にかぎって〜（御子神 愛[1]）
- 海蝕輪廻（志賀野 小瑚[2]）
- JKとオーク兵団 〜悪豚鬼に凌虐された聖女学園〜（秋山 華音[3]）
- チ○ポ狂いでアヘッてピース! アクメラリキュア[4]
- 人妻ンション2 〜うるわしの巨乳人妻三姉妹!〜（夏原 えりか[5]）
- ピンポンぱんつ! -湯河原学園美少女☆温泉卓球部-（八坂 珠美[6]）

#### 2013年
- いたずら 〜僕だけの絶対領域〜（早瀬 水緒[7]）
- サド★部! 〜S女に虐めヌかれ部♪〜（丸城戸 彩羽[8]）
- 魔物娘の館 彗星館異形録 〜人魚の章〜（帚星、コロナ[9]）
- メイドさんとボイン魂（桃園もも）[10]